# Братска могила (София)
Вижте пояснителната страница за други значения на Братска могила.
Братската могила в София е паметник на загинали участници в комунистическото съпротивително движение по време на Втората световна война.
Паметникът е изграден в столичния Парк на свободата (сега: Борисова градина). Изпълнен е по проект на архитект Евгени Зидаров и арх. Михаил Милков, в авторския колектив с ръководител скулптора Йордан Кръчмаров, участват още скулпторите Владимир Цветков и А. Атанасова-Милкова и художниците А. Стаменов и Л. Петров.
Открит е на 2 юни 1956 г. – денят на загиналите борци за свободата на България, в който се чества смъртта на Христо Ботев.
Там са положени костите на 17 видни дейци на Българската комунистическа партия и Работническия младежки съюз, живели и работили в София, които са загинали заради  участието си в комунистическото съпротивително движение по време на Втората световна война. Това са: Антон Иванов, Йорданка Николова-Чанкова, Владо Тричков, Владо Георгиев, Цвятко Радойнов, Емил Марков, Начо Иванов, Аврам Стоянов, Александър Димитров, Адалберт Антонов, Лиляна Димитрова, Свилен Русев, Мария Петлякова, Гиньо Георгиев, Лев Желязков, Любчо Баръмов, Емил Шекерджийски.
Паметникът се състои от централна висока част и 2 ниски части отстрани. Основната му част представлява обелиск с височина 41 метра. Пред него е издигната бронзова скулптура на партизанин и партизанка. Отстрани на обелиска са поставени бронзови венци. На преден план, на ниските части отстрани има скулптурни композиции. Отдясно, в центъра на групата е майка, изпращаща син (партизанин) на фронта. Отляво работник, селянка и интелигент символизират единството на народа. Има костница, закрита с гранитна плоча и бронзов венец.